# Zysk

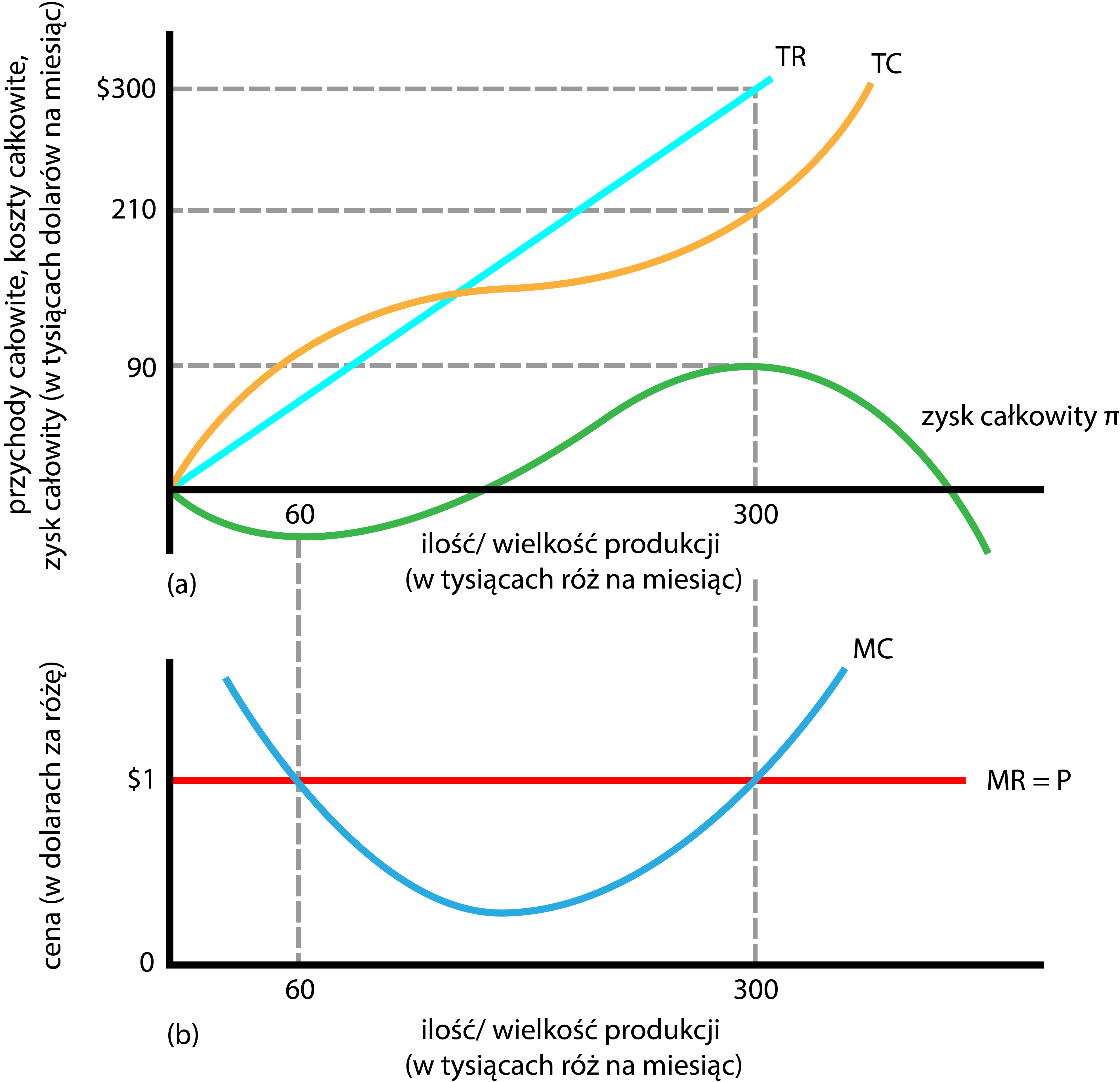
Maksymalizacja zysku przez przedsiębiorstwo doskonale konkurencyjne na rynku róż:
TR (Total revenue) – przychody całkowite
TC (Total cost) – koszty całkowite
MC (Marginal cost) – koszty krańcowe
MR (Marginal Revenue) – przychody krańcowe
P (price) – cena

Zysk – pojęcie, które jest różnie definiowane.
Jest to sytuacja, w której człowiek uważa, że przychody z podjętego działania były wyższe niż koszty.
W ekonomii to pojęcie stosuje się też w węższym znaczeniu – jako zarobek przedsiębiorcy wyższy niż standardowy zwrot z zainwestowanego kapitału (swego rodzaju nagroda za lepsze zaspokajanie potrzeb konsumentów).
W księgowości zysk jest nadwyżką pieniężnych przychodów przedsiębiorstwa nad jego kosztami w danym okresie działalności. Dlatego też nie każde przedsiębiorstwo, która uzyskuje zysk księgowy, przynosząc właścicielom np. 3% z zainwestowanego kapitału, uzyskuje zysk ekonomiczny (bo właściciele mogli alternatywnie zainwestować w inne przedsięwzięcia przynoszące 5% zwrotu z kapitału, będące w danym momencie standardowym zarobkiem na rynku).
Zysk całkowity (π) – różnica między całkowitymi przychodami (total revenue, TR) przedsiębiorstwa uzyskanymi ze sprzedaży produktów, a całkowitymi kosztami poniesionymi na wytworzenie tych produktów (total cost, TC), czyli:
{\displaystyle \pi =TR-TC}
Maksymalizacja zysku może stanowić cel dla prowadzonej działalności przez przedsiębiorstwo zarówno na rynku doskonale konkurencyjnym, jak i niedoskonale konkurencyjnym. Wielkość produkcji maksymalizującą zysk można wyznaczyć, porównując koszty całkowite z przychodami całkowitymi, ale najczęściej korzysta się ze zrównania kosztu krańcowego (marginal cost, MC) z przychodem krańcowym (marginal revenue, MR).
Na górnym rysunku są przedstawione wielkości całkowite: koszty, przychody i zyski. Przedsiębiorstwo maksymalizuje zysk, sprzedając 300 tys. róż miesięcznie. Na dolnym rysunku tę samą wielkość sprzedaży/produkcji wyznacza punkt przecięcia krzywej kosztu krańcowego z krzywą przychodu krańcowego.
Zysk przeciętny to zysk zarobiony ze sprzedaży każdej sprzedanej jednostki produktu. Zysk krańcowy to zysk zarobiony ze sprzedaży każdej kolejnej jednostki produktu.